# Nordfjord (regio)

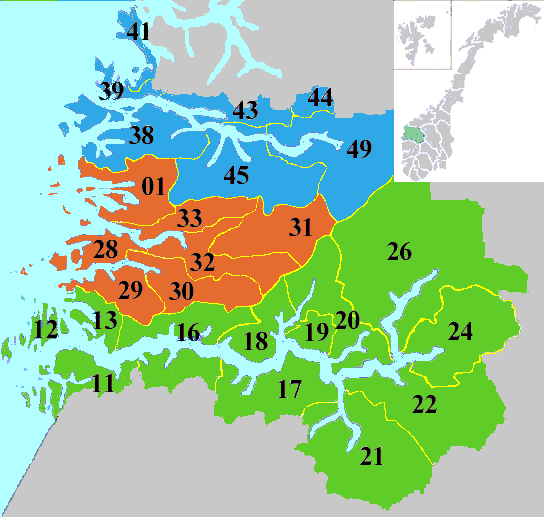
Sogn og Fjordane met de districten, Nordfjord blauw

Nordfjord is een regio in de Noorse provincie Vestland, vernoemd naar de gelijknamige fjord. De gemeenten Vågsøy, Selje, Eid, Stryn, Loen, Gloppen, Hornindal en Bremanger maken deel uit van deze regio.
De regio heeft een oppervlakte van circa 4.295 km² en telt circa 32.965 inwoners.